# Mycetophagus punctatus
Mycetophagus punctatus is een keversoort uit de familie boomzwamkevers (Mycetophagidae). De wetenschappelijke naam van de soort werd in 1826 gepubliceerd door Thomas Say.